# ريجي واتس
ريجي واتس (بالإنجليزية: Reggie Watts)‏ هو مغني ومقدم تلفزيوني وموسيقي ومدير موسيقي وملحن وممثل أمريكي، ولد في 23 مارس 1972 بشتوتغارت في ألمانيا.

## أعمال

### أفلام
- (2015) طبقة الصوت المثالية 2[11][12]
- (2018) بط بط إوز

## وصلات خارجية
- ريجي واتس على موقع IMDb (الإنجليزية)
- ريجي واتس على موقع ميوزك برينز (الإنجليزية)
- ريجي واتس على موقع ميوزك برينز (الإنجليزية)
- ريجي واتس على موقع رولينغ ستون (الإنجليزية)
- ريجي واتس على موقع أول ميوزيك (الإنجليزية)
- ريجي واتس على موقع ديسكوغز (الإنجليزية)
- ريجي واتس على موقع قاعدة بيانات الفيلم (الإنجليزية)